# Lucas Cutivalu
Lucas Cutivalu es un centro poblado peruano ubicado en el distrito de Miguel Checa, perteneciente a la provincia de Sullana del departamento de Piura, al norte del Perú. En el 2017 tenía una población de 45 habitantes.